# Бауман, Карл (художник)
Карл Бауман (нем. Carl Baumann; 5 ноября 1912 года, Хаген, Германия — 7 июля 1996 года, Хаген, Германия) — художник и скульптор, антифашист, член движения Сопротивления во время Второй мировой, член организации «Красная капелла».

## Биография
Карл Бауман родился 5 ноября 1912 года в Хаген-Верингхаузене, в Германии. С 1926 по 1929 год он обучался живописи в Кёльнской ремесленной школе художников по стеклу и настенной живописи под руководством профессора Яна Торн-Пиккера.
С 1936 по 1941 год Карл был студентом Берлинской академии изящных искусств, где обучался у скульптора профессора Людвига Гиза и художника-пейзажиста Франца Ленка. Здесь он познакомился с Вальтером Кюхенмайстером, Харро Шульце-Бойзеном и скульптором Куртом Шумахером, членами организации «Красная капелла». В 1941 году его призвали на военную службу. Осенью 1942 года Карл был арестован гестапо вместе с другими борцами сопротивления. Он провел пять месяцев в тюрьме, а затем был направлен на фронт. Карл был ранен, и встретил окончание войны в Тюрингии.
Он вернулся в родной город Хаген, где устроился внештатным художником и скульптором. В отличие от своего друга Эмиля Шумахера, Карл не работал исключительно в абстрактной манере.
В первые годы после разрушений Второй мировой войны и первых реконструкций, он был художником и строителем одновременно. В конце 1970-х годов Карл отошёл от активной градостроительной деятельности. Он только консультировал, обращавшихся к нему архитекторов. Со всей Германии к нему поступали заказы на написание картин и декорирования зданий. Сегодня его картины и рисунки хранятся в частных коллекциях и собраниях музеев. Например, картина «Красная капелла Берлина» (1941) экспонируется в Вестфальском государственном музее искусства и истории культуры в Мюнстере. Большинство из созданных им фресок и мозаик украшают здания его родного города.
Карл Бауман умер 7 июля 1996 года в Хагене, в Германии.